# Siccia nilgirica
Siccia nilgirica là một loài bướm đêm thuộc phân họ Arctiinae, họ Erebidae.